# 阿爾漢海爾斯凱 (尼古拉耶夫州)
阿爾漢海爾斯凱（烏克蘭語：Архангельське）是烏克蘭南部尼古拉耶夫州巴什坦卡區普里维利内市镇内的村落。始建於1813年，面積0.41平方公里，海拔高度30米，2001年人口205，人口密度每平方公里500人。